# Jakob Hurt
Jakob Hurt (Himmaste, 22 luglio 1839 – San Pietroburgo, 13 gennaio 1907) è stato un teologo, linguista e pastore protestante estone.

## Biografia
Jakob Hurt nacque da suo padre Jaan Hurt (1818-1861) e da sua moglie Maria (al secolo Kurvitsa, 1818-1898). Andò presso la scuola del villaggio Himmaste (oggi Põlva) e presso la scuola parrocchiale. Dal 1853 al 1855 frequentò la scuola superiore a Tartu.
Hurt studiò teologia presso l'Università di Tartu e si laureò nel 1865 come teologo. Fu anche un insegnante privato nella famiglia di Alexander Theodor von Middendorffs in Hellenurme. Dal 1868-1872 lavorò come insegnante di scuola a Tartu e Kuressaare.
Nel novembre 1872 Jakob Hurt fu consacrato pastore nella Chiesa di Santa Maria di Tartu. Dal 1872 al 1880 fu parroco a Otepää e poi si diresse 1880-1901 come parroco della parrocchia estone a San Pietroburgo.
Nel luglio 1868 Jakob Hurt sposò Eugenie Oettel, da cui ebbe sei figli.

## Opere
- Beiträge zur Kenntnis estnischer Sagen und Ueberlieferungen, Tartu 1863
- Lühikene õpetus õigest kirjutamisest parandatud viisi, Tartu 1864
- Vana Kannel I, Tartu 1875-1886
- Pildid isamaa sündinud asjust, Tartu 1879
- Vana Kannel II, Tartu 1884-1886
- Die estnischen Nomina auf -ne purum, Helsinki 1886
- Eesti astronoomia, Tartu 1899
- Über die Pleskauer Esten oder die sogenannten Setukesen, Helsinki 1904
- Setukeste laulud I-III, Helsinki 1904-1907